# بروس أريان
بروس أريان (من مواليد 3 أكتوبر 1952 في باترسون) هو مدرب ولاعب سابق لكرة القدم الأمريكية، تخرج من مدرسة ويليام بن الثانوية في يورك ، بنسلفانيا.

## وصلات خارجية
- بروس أريان على موقع كلية كرة القدم في سبورتس رفرنس.كوم (الإنجليزية)